# منطقة مالابورام
مالابورام رمزها «MA» (بالإنجليزية: Malappuram)‏ ، هو تقسيم إداري لدولة الهند تتبع ولاية كيرلا (بالإنجليزية: Kerala)‏ ، مركزها هو مدينة مالابورام (بالإنجليزية: Malappuram)‏ عدد سكانها حسب تعداد سنة 2011 هو 4,112,920، مساحتها 3,550 كم² وكثافة السكان 1,022 لكل كم².

## الدين
| الأديان في مقاطعة مالابورام      | الأديان في مقاطعة مالابورام | الأديان في مقاطعة مالابورام | الأديان في مقاطعة مالابورام | الأديان في مقاطعة مالابورام |
| -------------------------------- | --------------------------- | --------------------------- | --------------------------- | --------------------------- |
| الدين                            | الدين                       |                             | النسبة                      | النسبة                      |
| المسلمين                         | المسلمين                    |                             | 70.24%                      | 70.24%                      |
| الهندوس                          | الهندوس                     |                             | 27.60%                      | 27.60%                      |
| المسيحيون                        | المسيحيون                   |                             | 1.98%                       | 1.98%                       |
| ديانات أخرى                      | ديانات أخرى                 |                             | 0.16%                       | 0.16%                       |
| توزيع الأديان المصدر:إحصاء 2011. |                             |                             |                             |                             |